# Drosophila cilitarsis
Drosophila cilitarsis är en tvåvingeart som beskrevs av Erich Martin Hering 1940. Drosophila cilitarsis ingår i släktet Drosophila och familjen daggflugor.
Artens utbredningsområde är Kina.